# (276681) Loremaes
(276681) Loremaes est un astéroïde de la ceinture principale.

## Description
(276681) Loremaes est un astéroïde de la ceinture principale. Il fut découvert le 18 décembre 2003 à Uccle par Thierry Pauwels et Peter De Cat. Il présente une orbite caractérisée par un demi-grand axe de 2,40 UA, une excentricité de 0,12 et une inclinaison de 4,3° par rapport à l'écliptique.

## Compléments